# Jordon Riley
Jordon Riley (New Bern, Carolina del Norte, 19 de mayo de 1998) es un jugador profesional estadounidense de fútbol americano, se desempeña en la posición de defensive tackle en New York Giants, en la National Football League (NFL).

## Carrera
Fue seleccionado en la Reunión Anual de Selección de Jugadores de la NFL de 2023. Hizo su debut profesional con el equipo New York Giants, lleva jugando una temporada.